# Pacaxes
Los pacaxes, pacaxees, lacapaxas o capaxees fueron un grupo humano que se localizaba en la parte serrana de los municipios de Culiacán y Badiraguato, a orillas del río Humaya, en el actual estado mexicano de Sinaloa.
De estos pobladores se sabe que se dedicaban a la agricultura, a la caza y la pesca. Los pacaxes o capaxees vivieron en las localidades de Abuya, Tacuichamona, Tabalá, Oso, Navito, Quilá, Tomo, Sanalona, Imala y parte de Badiraguato.
En algunos pueblos como Quilá y Tabalá convivieron con el grupo sabaibo ya que ellos también tenían sus chozas en esos lugares.